# Dolores Prida
Dolores Prida (5 septembre 1943 - 20 janvier 2013) est une chroniqueuse et dramaturge cubano-américaine.
Elle écrivait une chronique hebdomadaire du El Diario La Prensa, a également contribué au magazine Latina et au New York Daily News. Dans Latina, elle avait sa propre chronique "Dolores Dice" ("Dolores dit" en espagnol). Dolores Prida était un membre fondateur du magazine Latina.

## Biographie
Dolores Prida est née le 5 septembre 1943 dans la ville de Caibarién, à Cuba. Elle était l'aînée de trois enfants. Elle avait deux sœurs, Lourdes et Maria. Alors qu'elle était adolescente, elle écrivait des poésies et des nouvelles. Peu de temps après l'achèvement de la Révolution cubaine, son père partit pour les États-Unis. En 1961, deux ans après le départ de leur père, Dolores, sa mère et ses deux frères et sœurs ont quitté Cuba. La famille s'est installée à New York. Elle a fréquenté le Hunter College, prenant des cours du soir, tout en travaillant dans une boulangerie. Elle est ensuite entrée dans l'industrie de l'édition et est devenue journaliste.
Dans les années 1970 et 1980, elle est devenue rédactrice en chef du magazine Nuestro, rédactrice en chef d'El Tiempo, correspondante à New York du magazine Visión, directrice des services d'information du Forum national portoricain, responsable littéraire des relations artistiques internationales (INTAR), et directrice des publications de l'Association des arts hispaniques (AHA).
Dolores Prida a publié sa première pièce en 1977. Elle a remporté le Cintas Fellowship Award for Literature en 1976, le Creative Artistic Public Service Award for Playwriting en 1976 et le Excellence in Arts Award en 1987. Le président de l'arrondissement de Manhattan lui a remis le troisième prix. Le Mount Holyoke College lui a accordé un diplôme honorifique de docteur en lettres humaines, en 1989. Ses pièces en un acte les plus connues sont "Coser y Cantar", un monologue sur deux personnages nommés Ella et Elle.
En 1998, Dolores Prida a pris le contrôle de la colonne Conseils de Latina. Elle n'avait aucune formation préalable en rédaction de conseils.
Elle est décédée le matin du 20 janvier 2013 à l'hôpital Mount Sinai de New York. La cause de son décès n'est pas encore connu et sa famille a demandé une autopsie.

## Travaux
Pièces
- Belles Señoritas (1977)[2]
- Beggars Soap Opera (1979)
- Coser y cantar (1981)
- Pantallas (1986)
- Botánica (1991)
- Casa Propia (1999, signifie «Une maison à elle»)
- Four Guys Named José (2000)
- Una Mujer Named Maria (2000, "una mujer" signifie "une femme")

Poésie
- 37 poèmes (1967)[2]

## Accueil
Dans The New York Times, DJR Buckner a déclaré qu'à Casa Propia, « en ce qui concerne les personnages, "Fanny, Olga, Manolo et Junior" sont susceptibles de vivre avec vous pendant longtemps ».